# 白幡台
白幡台（しらはただい）は、神奈川県川崎市宮前区の町名。現行行政地名は白幡台1丁目及び白幡台2丁目、住居表示未実施区域。

## 地理
宮前区の北部に位置し、大半が台地上に所在する。町域の多くを、川崎市住宅供給公社による白幡台団地と分譲地が占めている。
白幡台は北端から北東にかけて平に、南東から南端では南平台に、西端では初山に接している。これらの町域はすべて宮前区であり、白幡台は市境や区境には接していない。

### 面積
面積は以下の通りである。
| 丁目        | 面積（km²） |
| ----------- | ----------- |
| 白幡台1丁目 | 0.076       |
| 白幡台2丁目 | 0.036       |
| 計          | 0.111       |

### 地価
住宅地の地価は、2024年（令和6年）7月1日時点の神奈川県地価調査によれば、白幡台1丁目7番7の地点で16万9000円/m²となっている。

## 歴史
江戸時代の当地は、「狢沢」と呼ばれる山林地帯の一部であり、武蔵国橘樹郡平村の天台と、同郡下菅生村の初山の一部であった。
明治はじめの地租改正期には、平村字宮ノ谷（みやのやと）、菅生村字初山の各一部となった。1889年（明治22年）の町村制施行に合わせて、平村や菅生村など4村が合併して向丘村が成立し、さらには1938年に向丘村が川崎市に編入されたが、当地の地名は旧村が大字に変わった程度で、大きな変化はなかった。
戦時中には当地の大半が陸軍の演習地として接収されたが、戦後に解放され、1951年（昭和26年）には解放された土地が大字向ヶ丘となり、当地は川崎市大字向ヶ丘字南平・字菅生、そして接収されなかった川崎市大字平字宮ノ谷の各一部となった。1971年（昭和46年）に宅地造成が行われたことにより、白幡台が成立した。

### 地名の由来
近隣に鎮座する白幡八幡大神の「白幡」と、旧名である天台の「台」をとって白幡台とされた。

## 世帯数と人口
2025年（令和7年）6月30日現在（川崎市発表）の世帯数と人口は以下の通りである。
| 丁目        | 世帯数  | 人口    |
| ----------- | ------- | ------- |
| 白幡台1丁目 | 501世帯 | 982人   |
| 白幡台2丁目 | 418世帯 | 716人   |
| 計          | 919世帯 | 1,698人 |

### 人口の変遷
国勢調査による人口の推移。
| 年                 | 人口  |
| ------------------ | ----- |
| 1995年（平成7年）  | 2,103 |
| 2000年（平成12年） | 2,074 |
| 2005年（平成17年） | 2,113 |
| 2010年（平成22年） | 2,012 |
| 2015年（平成27年） | 1,849 |
| 2020年（令和2年）  | 1,760 |

### 世帯数の変遷
国勢調査による世帯数の推移。
| 年                 | 世帯数 |
| ------------------ | ------ |
| 1995年（平成7年）  | 717    |
| 2000年（平成12年） | 757    |
| 2005年（平成17年） | 823    |
| 2010年（平成22年） | 829    |
| 2015年（平成27年） | 812    |
| 2020年（令和2年）  | 818    |

## 学区
市立小・中学校に通う場合、学区は以下の通りとなる（2022年4月時点）。
| 丁目        | 番地 | 小学校               | 中学校             |
| ----------- | ---- | -------------------- | ------------------ |
| 白幡台1丁目 | 全域 | 川崎市立白幡台小学校 | 川崎市立犬蔵中学校 |
| 白幡台2丁目 | 全域 | 川崎市立白幡台小学校 | 川崎市立犬蔵中学校 |

## 事業所
2021年（令和3年）現在の経済センサス調査による事業所数と従業員数は以下の通りである。
| 丁目        | 事業所数 | 従業員数 |
| ----------- | -------- | -------- |
| 白幡台1丁目 | 21事業所 | 158人    |
| 白幡台2丁目 | 3事業所  | 168人    |
| 計          | 24事業所 | 326人    |

### 事業者数の変遷
経済センサスによる事業所数の推移。
| 年                 | 事業者数 |
| ------------------ | -------- |
| 2016年（平成28年） | 21       |
| 2021年（令和3年）  | 24       |

### 従業員数の変遷
経済センサスによる従業員数の推移。
| 年                 | 従業員数 |
| ------------------ | -------- |
| 2016年（平成28年） | 347      |
| 2021年（令和3年）  | 326      |

## 交通

### 鉄道
当地の地下を武蔵野南線が通過するが、同線は基本的に貨物線であり、また域内に同線を利用可能な駅施設も存在しない。

### バス
当地に乗り入れる路線バスは存在しないが、近隣の道路を川崎市バスが経由しているので、それを利用することができる。

## 教育
当地にはかつて川崎市立白幡台小学校附属幼稚園が所在したが、2002年に閉園となった。

## その他

### 日本郵便
- 郵便番号 : 216-0025[3]（集配局 : 宮前郵便局[23]）

### 警察
町内の警察の管轄区域は以下の通りである。
| 丁目        | 番・番地等 | 警察署     | 交番・駐在所   |
| ----------- | ---------- | ---------- | -------------- |
| 白幡台1丁目 | 全域       | 宮前警察署 | 宮前平駅前交番 |
| 白幡台2丁目 | 全域       | 宮前警察署 | 宮前平駅前交番 |